# 纳塔利娅·多布林斯卡

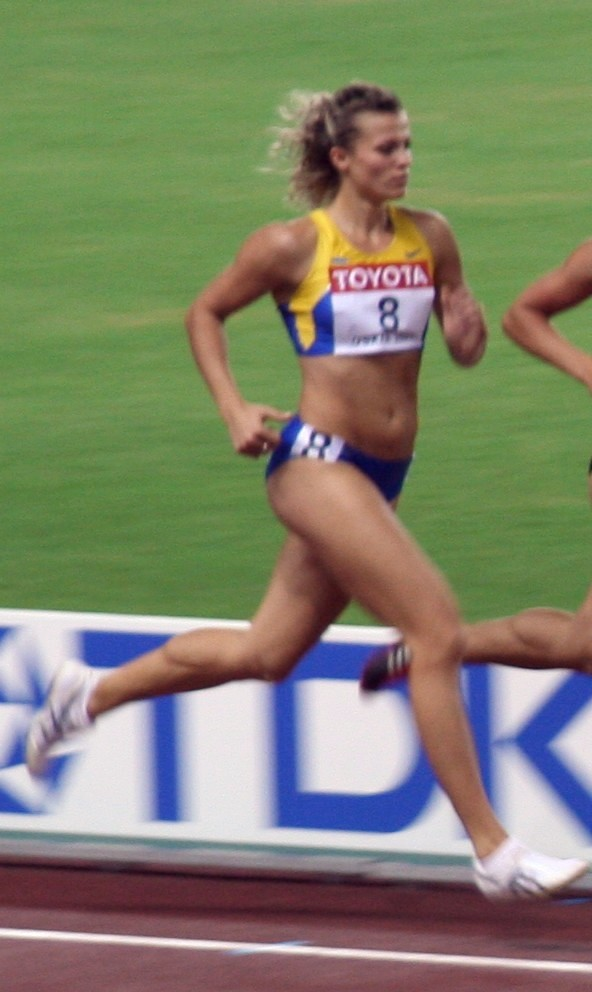
纳塔利娅·多布林斯卡

纳塔利娅·多布林斯卡（烏克蘭語：Наталія Добринська，1982年5月29日—）生于文尼察，乌克兰女子田径运动员。她曾以6733分的成绩获得2008年夏季奥林匹克运动会女子七项全能金牌。